# Parasa acrata
Parasa acrata är en fjärilsart som beskrevs av Turner 1926. Parasa acrata ingår i släktet Parasa och familjen snigelspinnare. Inga underarter finns listade i Catalogue of Life.